# Larrivoire
Larrivoire ist eine Gemeinde im französischen Département Jura in der Region Bourgogne-Franche-Comté.

## Geographie
Larrivoire liegt auf 723 m, etwa acht Kilometer südwestlich der Stadt Saint-Claude (Luftlinie). Das Bauerndorf erstreckt sich im Jura, an aussichtsreicher Lage auf einer Geländeterrasse am südlichen Talhang der Bienne, rund 350 m über dem Talboden, westlich der Höhe der Combe Mathieu.
Die Fläche des 6,50 km² großen Gemeindegebiets umfasst einen Abschnitt des französischen Juras. Der zentrale Teil wird von der schmalen Geländeterrasse von Larrivoire eingenommen, die im Südosten vom steilen Hang der Combe Mathieu überragt wird. Die Combe Mathieu bildet eine weitgehend bewaldete Hochfläche auf durchschnittlich 950 m und trennt die Täler von Bienne und Tacon. Am östlichen Gemeinderand wird mit 1010 m die höchste Erhebung von Larrivoire erreicht. Die westliche Grenze verläuft entlang dem Longviry, einem linken Zufluss der Bienne, der tief in die Jurahöhen eingeschnitten ist. Das Gemeindegebiet ist Teil des Regionalen Naturparks Haut-Jura (frz.: Parc naturel régional du Haut-Jura).
Zu Larrivoire gehören neben dem eigentlichen Ort auch die Weiler Samiset (610 m) auf einem Sattel zwischen dem Hang von Larrivoire und einem Vorhügel sowie Samiat (710 m) auf der Geländeterrasse südwestlich des Dorfes. Nachbargemeinden von Larrivoire sind Saint-Claude im Norden, Coiserette im Osten, Les Bouchoux und Vulvoz im Süden sowie Rogna und Chassal-Molinges im Westen und Nordwesten.

## Geschichte
Erstmals urkundlich erwähnt wird Larrivoire im 13. Jahrhundert. Es gehörte zum Besitz der Abtei Saint-Claude. Zu einer Gebietsveränderung kam es 1811, als die beiden Kleingemeinden Samiat und Samiset mit Larrivoire fusionierten. Im Juli 1944 wurde der Ort von deutschen Truppen geplündert und zerstört.

## Sehenswürdigkeiten

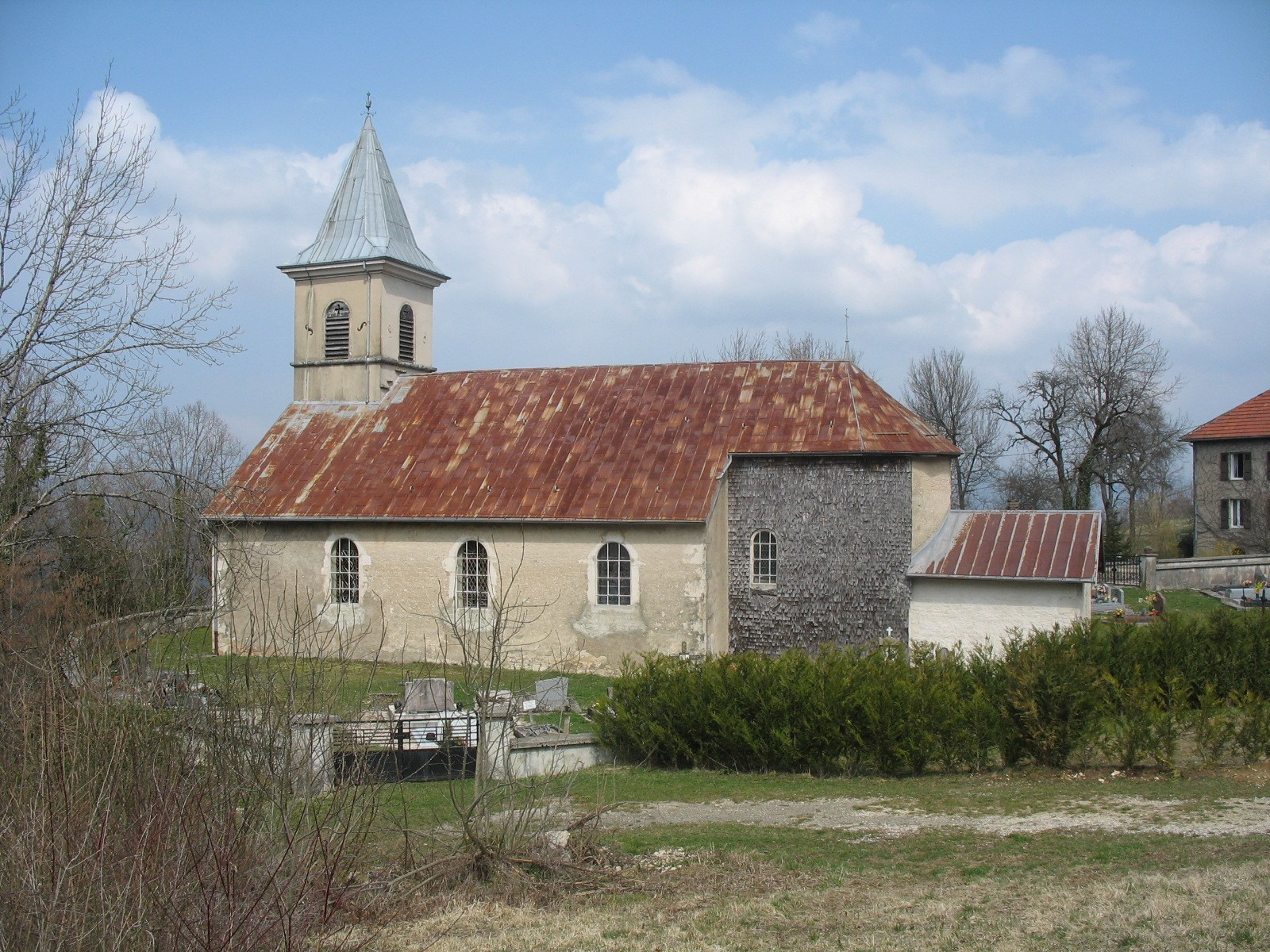
Kirche Saint-Georges

Die Kirche Saint-Georges, die ursprünglich auf das 13. Jahrhundert zurückgeht, wurde seither mehrfach verändert.

## Bevölkerung
| Jahr                       | 1962 | 1968 | 1975 | 1982 | 1990 | 1999 | 2007 | 2017 |
| Einwohner                  | 58   | 48   | 62   | 52   | 101  | 108  | 99   | 103  |
| Quellen: Cassini und INSEE |      |      |      |      |      |      |      |      |

Mit 108 Einwohnern (Stand 1. Januar 2022) gehört Larrivoire zu den kleinsten Gemeinden des Départements Jura. Nachdem die Einwohnerzahl in der ersten Hälfte des 20. Jahrhunderts markant abgenommen hatte (1886 wurden noch 205 Personen gezählt), wurde nach einer längeren Zeit der Stagnation seit Mitte der 1980er Jahre dank der schönen Lage wieder eine Bevölkerungszunahme verzeichnet.

## Wirtschaft und Infrastruktur
Larrivoire war bis weit ins 20. Jahrhundert hinein ein vorwiegend durch die Landwirtschaft, insbesondere Viehzucht und Milchwirtschaft, sowie durch die Forstwirtschaft geprägtes Dorf. Noch heute leben verschiedene Bewohner zur Hauptsache von der Tätigkeit im ersten Sektor. Außerhalb des primären Sektors gibt es nur wenige Arbeitsplätze in der Gemeinde. Viele Erwerbstätige sind auch Wegpendler, die in den größeren Ortschaften der Umgebung ihrer Arbeit nachgehen.
Die Ortschaft liegt abseits der größeren Durchgangsstraßen an einer Departementsstraße, die von La Croix-du-Bar (Saint-Claude) nach Vulvoz führt.